# WONDER WORD ep
「WONDER WORD ep」（ワンダー・ワード イーピー）は、2004年4月28日に発売されたSUPERCARの16枚目のシングル。

## 解説
- アルバム『ANSWER』からのリカット1曲＋新曲4曲という構成。「この5曲で本当の『ANSWER』のANSWERが!!」がキャッチコピー。
- ジャケットのアートワークはアルバムに引き続き、田名網敬一・宇川直宏が担当した。
- 『ANSWER』同様、益子樹によるプロデュース。
- 本シングル発表後は音源のリリースはなく、そのまま2005年2月26日にバンドは解散したため、事実上のラストシングルとなった。
- 完全生産限定盤。当時ソニーが推進していた『レーベルゲートCD2』1種類での発売であった。その後ソニーがCCCDの生産を廃止、それに伴い本シングルは廃盤となった。

## 収録曲
1. WONDER WORD (single mix) (3:38)
アルバム「ANSWER」からのシングルカット。アルバムバージョンとの違いは、イントロのパーカッションが途中からフェードインする。その他は特に相違点はない。
2. ALIVE (4:37)
3. VOICE (4:07)
4. ROLLIN' ROLLIN' (3:43)
5. FOX,DOGS AND DOVES (2:21)

全作詞：石渡淳治　作曲：中村弘二　編曲：SUPERCAR